# Dissoplaga
Dissoplaga là một chi bướm đêm thuộc họ Geometridae.

## Các loài
- Dissoplaga flava Moore, 1888